# 馬修·格雷戈瑞·路易斯
馬修·格雷戈瑞·路易斯（Matthew Gregory Lewis，1775年7月9日—1818年5月16日），英國小說家，劇作家，以1796年哥特小說《The Monk》聞名於世。

## 風格
馬修·格雷戈瑞·路易斯通常與作家查爾斯·羅伯特·馬圖林和瑪麗·雪萊被認為是恐怖哥特風格。雖然他也受到安·拉德克利夫和威廉·戈德溫的影響。

## 外部連結
- The Monk （页面存档备份，存于）
- 馬修·格雷戈瑞·路易斯的作品  - 古騰堡計劃
- 互联网档案馆中馬修·格雷戈瑞·路易斯的作品或与之相关的作品
- 來自馬修·格雷戈瑞·路易斯的LibriVox公共領域有聲讀物